# Hattiesburg
Hattiesburg é uma cidade localizada no estado americano do Mississippi, nos condados de Forrest e Lamar.

## Geografia
De acordo com o United States Census Bureau, a cidade tem uma área de 140,6 km², onde 138,3 km² estão cobertos por terra e 2,3 km² por água.

### Localidades na vizinhança
O diagrama seguinte representa as localidades num raio de 32 km ao redor de Hattiesburg.

## Demografia
Segundo o censo nacional de 2010, a sua população é de 45 989 habitantes e sua densidade populacional é de 332,6 hab/km². É a quarta cidade mais populosa do Mississippi. Possui 21 381 residências, que resulta em uma densidade de 154,62 residências/km².